# Youngor Group
Youngor Group (chinois simplifié : 中国雅戈尔 ; chinois traditionnel : 中國雅戈爾 ; pinyin : Zhōngguó Yǎgē'ěr) est une entreprise chinoise. Bien que son activité la plus importante soit la fabrication de vêtements, elle est présente dans différents secteurs d'activité.

## Activités
Youngor Group a comme activité principale la conception, la fabrication et la commercialisation en Chine et dans le monde entier de vêtements, en particulier l'habillement pour « Hommes » sous sa propre marque « Youngor ».
En complément, elle travaille dans l'immobilier à vendre et louer des appartements, exploite des hôtels, fournit des services de chauffage, fournit des services de transport et de logistique, distribue de l'électricité et exerce le métier de conseil auprès des entreprises.
Elle est présente en Chine et à l'étranger.

## Histoire
Le Youngor Group a commencé ses activités en 1979 sous le nom de Youth Garment Factory avec 20 employés à son bord. En 1983, l'entreprise sous-traite la production des vêtements de la marque Kai Kai Shirts. Dans les années 1980, le groupe profite des opportunités économiques liées aux grandes réformes chinoises pour accélérer sa croissance. Le groupe vend 3 millions de t-shirts en 1986. Dans les années 1990, l'explosion de la demande provenant de grandes marques vestimentaires internationales mène Youth Garment Factory à créer la joint-venture Youngor Clothing Company Limited avec Namkqong en 1990, et à lancer la marque Youngor. Youngor se spécialise dans le marketing de marque vestimentaire pour assurer l'image de marque du groupe.
En 1992, Youngor lance sa filiale immobilière Youngor Property, qui s'engage dans la construction de zones résidentielles de standing. En 2010, Youngor Property possède et gère 3 millions de mètres carrés de terrain.
En 1998, Youngor Group fait son entrée à la bourse de Shanghai.
En 2001, Youngor investit 320 millions dans CITIC Securities afin d'en devenir un membre fondateur. Ce placement s'avère être une source fructueuse de capitaux pour Youngor. 
En 2002, Youngor Group bâti un "village du textile" avec la participation croisée de keiretsu japonais (70 % propriété de Youngor).
En 2008, la filiale immobilière génère 30 % de chiffre d'affaires du groupe. Le groupe rachète Smart Shirts, une entreprise américaine de production de vêtements, pour $120 millions. Youngr rachète également XinMa Apparel International Limited pour $120 millions, faisant ainsi l'acquisition d'unités de production au Sri-Lanka, dans les Philippines et en Chine,.
En 2009, Youngor investit 1 milliard de yuans dans la construction d'un projet résidentiel autour de ses unités de production à Ningbo.
En 2010, Youngor lance les marques de vêtements Mayor, GY, Hemp Family. Youngor lance également la distribution en Chine de la marque américaine Hart Schaffner Marx.
En juillet 2011, Greenpeace épingle Youngor Group dans un rapport sur la pollution des eaux issue de l'industrie du textile. Youngor Group répond que les grandes marques vestimentaires sous-traitant dans ses usines et incriminées dans le rapport ne font pas appel à des techniques de production polluantes.